# Patrick Bruun
Patrick Magnus Bruun (Helsinki, 17 aprile 1920 – Turku, 30 giugno 2007) è stato uno storico e numismatico finlandese.

## Biografia
Bruun era figlio di Otto Bruun e di Elsa Maria Inberg, nonché fratello del sociologo Kettil Brunn. Si è laureato nel 1953 alla Università di Helsinki con il lavoro „The Constantinian Coinage of Arelate“. Dal 1952 al 1957 fu redattore culturale e dal 1957 al 1960 segretario di redazione del giornale finlandese „Nya Pressen“. 
Dal 1956 al 1972 fu docente di numismatica romana all'Università di Helsinki, esperienza interrotta dal 1965 al 1968, quando fu direttore dell'Institutum Romanum Finlandiae a Roma. 
Nel 1968 fu chiamato a ricoprire la cattedra di storia generale alla Åbo Akademi, l'università in lingua svedese di Turku, di cui fece parte fino al 1983 come professore e di cui fu anche prorettore dal 1969 al 1975.
I suoi interessi principali sono stati la numismatica romana, in particolare quella della tarda antichità. Nel 1966 è apparso il settimo volume, curato da lui del Roman Imperial Coinage (RIC), che riguarda le coniazioni del periodo tra Costantino I e Licinio (anni 313–337 d.C.).

## Pubblicazioni (selezione)
- The Constantinian Coinage of Arelate. Helsinki 1953.
- Studies in Constantinian Chronology. American Numismatic Society, New York 1961.
- The Roman Imperial Coinage. vol. 7: Constantine and Licinius, A.D. 313–337. Spink, London 1966.
- Die spätrömische Münze als Gegenstand der Thesaurierung. Mann, Berlin 1987.
- Studies in Constantinian Numismatics. Papers from 1954 to 1988. Institutum Romanum Finlandiae, Rom 1991.